# Indes occidentales espagnoles
1492–1898
Entités précédentes :
- Caraïbes (peuple)

Entités suivantes :
- Antilles britanniques
- Saint-Domingue
- Antilles françaises
- Cuba
- Porto-Rico

Les Indes occidentales espagnoles (en espagnol : Antillas españolas), appelées aussi les Indes, est le nom donné par les conquérants (conquistadores) espagnols à l’Amérique. Cette dénomination a prévalu en Occident tant que le développement des Indes à l'Est et à l'Ouest fut un objectif colonial. Pensant avoir fait le tour de la Terre jusqu'à l'Inde, les Espagnols appelèrent les Indes les nouvelles terres qu'ils découvrirent (et leurs habitants les Indiens). Par la suite, quand il apparut qu’il s’agissait d’un nouveau continent (le Nouveau Monde), on l’appela les Indes occidentales, par opposition aux Indes orientales que constituait l’Inde proprement dite.
À partir de Charles Quint (début du XVIe siècle), les souverains espagnols portaient le titre de roi des Espagnes et des Indes, jusqu’à Ferdinand VII (début du XIXe siècle), sous le règne duquel la monarchie espagnole perdit presque tous ses territoires américains. Christophe Colomb quant à lui avait reçu des Rois catholiques Isabelle et Ferdinand le titre d’amiral des Indes, que portent toujours ses descendants. À Madrid, le Conseil des Indes, institué par le roi Ferdinand V pour administrer les colonies espagnoles d’Amérique, exista de 1511 à 1812.

## Histoire
Les Indes occidentales espagnoles comprenaient les territoires qui forment actuellement :
- Haïti, partie occidentale d'Hispaniola (1492-1697) ;
- la République dominicaine, partie orientale d'Hispaniola (1493-1898) ;
- le territoire américain de Porto Rico (1493-1898) ;
- Jamaïque (1494-1655) ;
- la Dominique (1493-1625) ;
- Trinité-et-Tobago (1498-1678).